# Plagiodera finisafricae
Plagiodera finisafricae es una especie de insecto coleóptero de la familia Chrysomelidae descrita en 1998 por Biondi & Daccordi.